# Timezrit (Béjaïa)
Timezrit è un comune dell'Algeria, situato nella provincia di Béjaïa.